# حرم سعادة الوزير (مسرحية)
إخراج: عبد الأمير التركي (مخرج) 
تأليف: بيتسلاف (مؤلف) | سعد الفرج (مؤلف) 
تاريخ الإصدار: 26 ديسمبر 1979 
طاقم العمل :
- حياة الفهد
- غانم الصالح
- عبد العزيز النمش
- سعد الفرج
- خالد النفيسي
- كاظم القلاف